# 2-Meter-Band
Das 2-Meter-Band (2-m-Band) ist das Frequenzband um die 150 MHz.
Klassisch ist damit der BOS-Funk (165 MHz bis 174 MHz) und der Amateurfunk (144 MHz bis 146 MHz, in Amerika, Ozeanien und Teilen Asiens 144 MHz bis 148 MHz) gemeint, der Begriff wird aber auch für andere Funkdienste verwendet, insbesondere um zwischen verschiedenen möglichen Bändern (70 cm, 2 m, 4 m und 8 m) zu unterscheiden, besonders beim Betriebsfunk (146 MHz bis 174 MHz). Im Seefunk, Flugfunk und in anderen Funkdiensten ist der Begriff weniger verbreitet, obwohl sie ebenfalls Frequenzen im 2-Meter-Band nutzen.
Neben Handfunkgeräten sind ortsfeste und Fahrzeug-Einbaugeräte gebräuchlich.

## Ausbreitungsbedingungen
Das 2-Meter-Band ist Teil des UKW-Spektrums und wird vielfach für die lokale Kommunikation genutzt. Die Reichweite fester Funkstellen ist stark von der individuellen Ausstattung und verwendeten Betriebsarten abhängig. Sie beträgt für einfache Stationen mit Rundstrahlantennen bis etwa 50 km, die eines Handfunkgerätes etwa 5 bis 10 km. Diese Entfernung kann man durch Nutzung von Relaisstationen vergrößern. Gut ausgerüstete Stationen verfügen über Richtantennen und Sendeleistungen von bis zu mehreren hundert Watt (Deutschland: bis zu 750 W). Damit können regelmäßig über die Bodenwelle bis zu 300 km, mit Hilfe von Reflexionen an Flugzeugen bis zu 800 km, über Meteorscatter bis über 2.000 km und über Moon Bounce bis zu 18.000 km überbrückt werden. Verwendung finden dabei vorzugsweise schmalbandige Betriebsarten wie Telegrafie oder FSK441 bzw. JT65 (beide digital), aber unter günstigen Umständen auch Einseitenband-Modulation (SSB). Bei besonderen Ausbreitungsbedingungen (z. B. Inversionswetterlagen, Sporadic-E) treten im 2-m-Band kurzzeitig Überreichweiten von mehreren hundert bis teilweise mehreren tausend Kilometern auf.

## Antennen

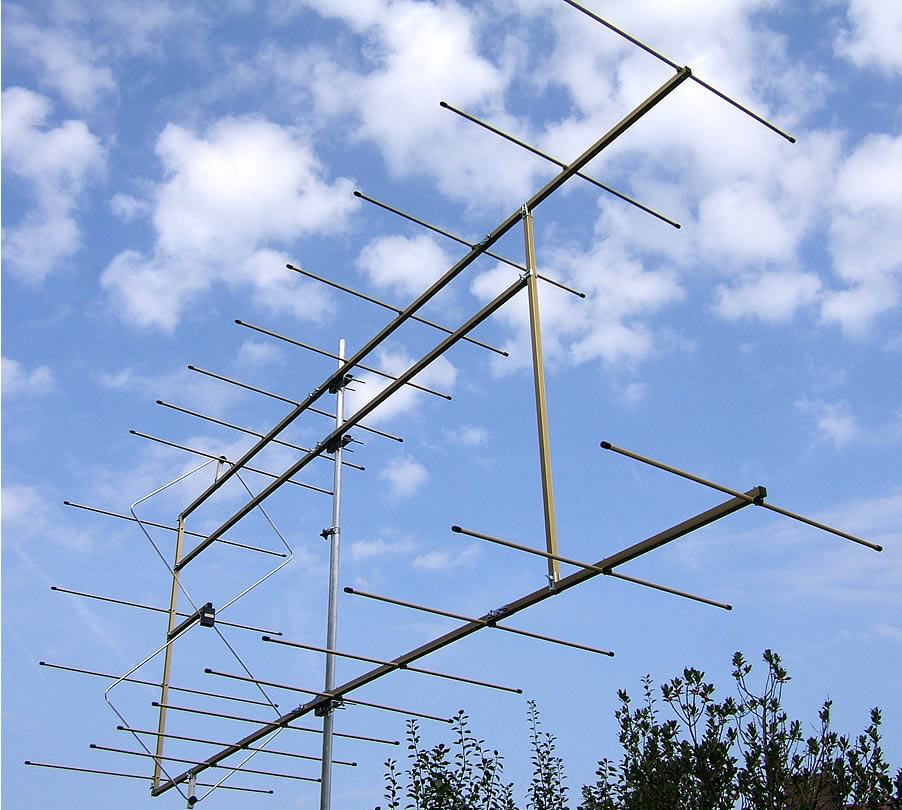
Beispiel einer 2-m-Doppel-Quad-Yagi

Das 2-Meter-Band erlaubt, kurze und kompakte Antennen zu benutzen; auch Richtantennen (insbesondere Yagi- und Quadantennen) lassen sich mit wenig Aufwand bauen. Für Handfunksprechgeräte werden vielfach Gummiwendelantennen („Gummiwurst“, elektrisch verkürzte Viertelwellenstrahler) eingesetzt, wobei man zugunsten der Handlichkeit Verluste bei der Abstrahlung in Kauf nimmt.

## 2-Meter-Amateurfunkband

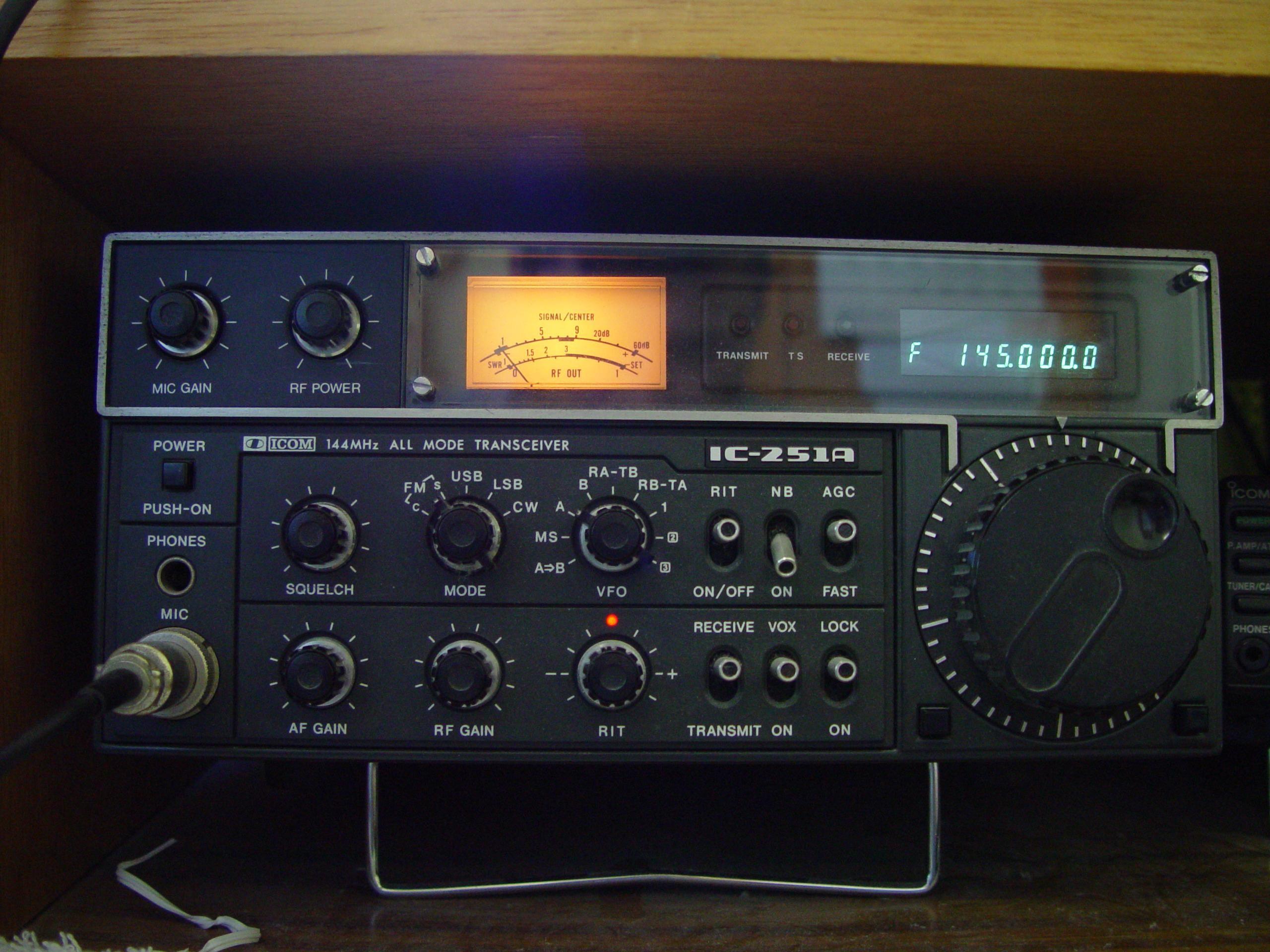
Kommerzielles Amateurfunkgerät für das 2-m-Band, hergestellt in den 1980er Jahren

Das 2-Meter-Amateurfunkband reicht von 144 bis 146 MHz (ITU-Region 1: Europa, Russland, Afrika); im Rest der Welt (ITU-Regionen 2 und 3, z. B. in den USA) reicht es von 144 bis 148 MHz.
Neben regionalen Amateurfunkrelais haben Funkamateure über die AMSAT-Organisation zur Überwindung größter Entfernungen Amateurfunksatelliten gebaut und gestartet. Damit sind Funkverbindungen in die ganze Welt möglich. Alternativ kann man den Mond als Reflektor nutzen. Diese Betriebsart wird als Erde-Mond-Erde-Funkbetrieb bezeichnet und stellt hohe Anforderungen an die Sende- und Empfangsanlagen.
Um die verschiedenen Betriebsarten gleichmäßig auf dem 2-m-Band zu verteilen und die gegenseitigen Beeinflussungen gering zu halten, wurde international ein Bandplan erstellt und so den einzelnen Betriebsarten bestimmte Segmente des 2-m-Bandes zugewiesen. So gibt es etwa die Frequenz 144,800 MHz für APRS und im Bereich 145,8 bis 146 MHz einen Bereich für Amateurfunksatelliten.

### Bandplan
| Frequenzbereich       | Nutzung |
| --------------------- | --- |
| 144,000–144,150 MHz   | CW (internationale Anruffrequenz CW: 144,050 MHz) |
| 144,150–144,400 MHz   | CW und SSB (internationale Anruffrequenz SSB: 144,300 MHz) |
| 144,400–144,490 MHz   | CW-Baken (kein Sendebetrieb) |
| 144,500–144,794 MHz   | alle Betriebsarten |
| 144,800–144,9625 MHz  | Digitale Betriebsarten - 144,800 MHz für APRS - Packet-Radio-Kanäle haben ein Kanalraster von 12,5 kHz                                                            |
| 144,975–145,1875 MHz  | FM-Relais-Eingabe (+600 kHz Shift) - FM-Relaiskanäle haben einen Kanalabstand von 12,5 kHz - FM-Relais-Ausgaben sind mit ihren entsprechenden -Eingaben gekoppelt |
| 145,2125–145,5625 MHz | FM simplex (Anruffrequenz: 145,500 MHz) - Kanalabstand: 12,5 kHz                                                                                                  |
| 145,575–145,7875 MHz  | FM-Relais-Ausgabe (-600 kHz Shift) - FM-Relaiskanäle haben einen Kanalabstand von 12,5 kHz - FM-Relais-Eingaben sind mit ihren entsprechenden -Ausgaben gekoppelt |
| 145,800–146,000 MHz   | Amateurfunksatelliten |

## 2-Meter-BOS-Band

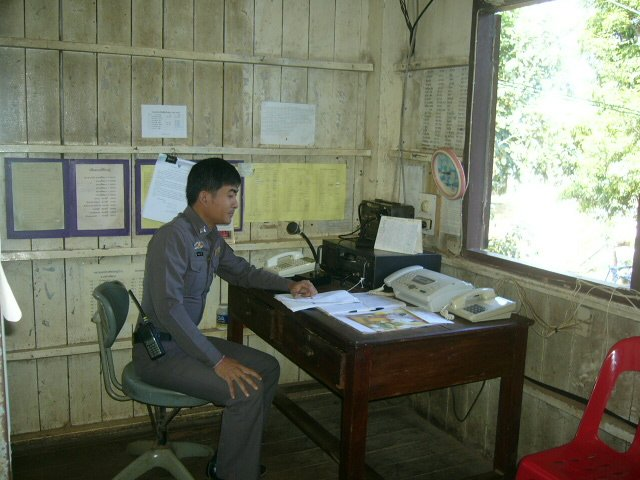
Polizeibeamter in Thailand mit 2-Meter-Amateurfunk-Handsprechfunkgerät am Gürtel

Wie das 4-m-Band ist auch das 2-m-Band in Deutschland in unterschiedliche Kanäle unterteilt, welche wiederum in ein Ober- und Unterband unterteilt sind. Der Betrieb auf den Sprechfunkkanälen (Kanal 201 bis 292) der insgesamt 117 Kanäle erfolgt in den meisten Fällen mittels Wechselsprechen im Unterband. Die Kanäle 101 bis 125 sind Relaisansteuerungen und der digitalen Alarmierung vorbehalten. Normalerweise wird das Band von den Feuerwehren in Deutschland für den Einsatzstellenfunk verwendet. Die Polizeibehörden in Deutschland setzen auch Relaisfunkstellen ein und besonders Fußstreifen sind mit 2-Meter-Geräten ausgerüstet. In vielen Ländern dieser Welt wird das 2-Meter-Band als primäres Band der BOS verwendet.
Das Frequenzspektrum im Unterband erstreckt sich von 165,210 MHz bis 169,380 MHz mit einem Kanalabstand von 20 kHz; das Oberband ist pro Kanal um jeweils 4,6 MHz nach oben versetzt.
Die Funkrufnamen im 2-m-Band unterscheiden sich teilweise von denen des 4-m-Bandes. Näheres dazu in dem Artikel über BOS-Funk.

### Bandplan
| Frequenzbereich     | Nutzung            |
| ------------------- | ------------------ |
| 165,210–169,380 MHz | BOS-Funk-Unterband |
| 169,810–173,980 MHz | BOS-Funk-Oberband  |

## UKW-Seefunk
| Frequenzbereich             | Nutzung  |
| --------------------------- | -------- |
| 156,025–162,0 MHz           | UKW-Funk |
| 161,975 MHz und 162,025 MHz | AIS      |

## Ehemalige Nutzung
- In Deutschland wurden die als A-Netz und B-Netz bezeichneten, ersten Mobilfunknetze analog, durch Frequenzmodulation im Bandbereich 148 MHz – 174 MHz betrieben.